# تاكيلوت الثاني
تاكيلوت الثاني (بالإنجليزية: Takelot II)‏، هو فرعون من الأسرة الثّالثة والعشرين من مصر القديمة في الشّرق وصعيد مصر. وقد تمّ تعيينه ككاهن كبير لآمون تاكيلوت إف، ابن رئيس الكهنة آمون نيملوت سي في طيبة، وبذلك، فإن ابن نملوت سي هو حفيد الملك أوسكورون الثاني وفقا لأحدث الأبحاث الأكاديميّة.
واستناداً إلى تاريخين قمريين تابعين لتاكلوت الثاني، يعتقد أن هذا الفرعون المصري الأعلى قد صعد إلى عرش مصر المنقسمة في 845 ق.م أو 834 ق.م. معظم علماء المصريّات اليوم، بما فيهم أيدان دودسون، جيرارد بروكمان، يورغن فون بيكيراث، أما ليهي وكارل يانسن وينكلن، فيتقبّلون أيضًا فرضيّة ديفيد أستون بأن شوشنك الثالث هو خليفة أوسكورون الثاني الفعلي في تانيس بدلا من تاكيلوت الثاني. كما كتب إيدان دودسون وديان هيلتون في كتابهما الشامل عن العائلات الملكيّة في مصر القديمة.